# گئورگ هروگ
گئورگ رودلف فردریش تئودور هروگ (آلمانی: Georg Herwegh؛ زاده ۳۱ مهٔ ۱۸۱۷ درگذشته ۷ آوریل ۱۸۷۵) یک شاعر و نویسنده انقلابی اهل آلمان بود.